# Dlouhá Lhota (Mladá Boleslav)
Dlouhá Lhota è un comune della Repubblica Ceca facente parte del distretto di Mladá Boleslav, in Boemia Centrale.